# PHP技術者認定機構
PHP技術者認定機構（ピーエイチピーぎじゅつしゃにんていきこう、Engineer Certification Corporation for PHP）は、オライリー・ジャパンの特別協賛を受け、2011年2月に設立し、2012年5月からPHP技術者認定試験を運営開始した。その後、ニフティ、日本マイクロソフト、NTTコミュニケーションズの特別協賛を受ける。当初、任意団体だったが、2014年2月4日に一般社団法人に移行した。

## PHP技術者認定試験
PHP技術者認定試験は、PHP（プログラミング言語）に関する知識と実践力を評価する認定資格試験で、初級試験と上級試験とウィザード試験がある。全国100か所以上の試験会場でほぼ1年中受験ができる。PHP技術者認定試験がITスキル標準（ITSS）のキャリアフレームワークと認定試験・資格とのマップ Ver10r1に掲載　